# Maccullochella macquariensis
Espèce
Statut de conservation UICN

 VU  : Vulnérable
Maccullochella macquariensis est un poisson démersal carnassier de grande taille des eaux douces de la région sud-est du bassin de la Murray en Nouvelle-Galles du Sud en Australie. Il fait partie de l'ordre des perciformes et est très proche de la morue de Murray mais c'est une espèce différente, comme confirmé par des études génétiques en 1970.
Il peut atteindre une taille de 85 cm pour un poids de 16 kg mais des poissons beaucoup plus gros ont été décrits.

## Description
Il ressemble beaucoup à la morue de Murray, mais sa tête est plus pointue avec une mâchoire supérieure dépassant la mâchoire inférieure et la pente de la tête est droite. Les yeux sont un peu plus grands et plus saillants que ceux de la morue. La tête est généralement dépourvue de taches en dehors d'une tache sombre entourant l'œil. Le ventre est crème ou vert clair. Le dos et les flancs sont gris-bleu, parsemés de taches noires irrégulières mais tout cela est très variable selon l'habitat et peut aller du blanc au vert clair, beige, marron foncé et même noir.
Les taches noires sur le dos et les côtés sont cependant toujours présentes.